# Judith Bailey
 (juin 2025).
Si vous disposez d'ouvrages ou d'articles de référence ou si vous connaissez des sites web de qualité traitant du thème abordé ici, merci de compléter l'article en donnant les références utiles à sa vérifiabilité et en les liant à la section « Notes et références ».
Pour les articles homonymes, voir Bailey.
Œuvres principales
- 6 quatuors à cordes
- Quintette pour clarinette et cordes
- Concerto pour clarinette
- Concerto pour orchestre
- 3 symphonies
...
Judith Margaret Bailey, née le 18 juillet 1941 à Camborne (Cornouailles) et morte le 16 mars 2025 en Cornouailles (lieu non spécifié), est une compositrice, clarinettiste et chef d'orchestre anglaise.

## Biographie
En 1959, Judith Bailey intègre la Royal Academy of Music de Londres, où elle étudie la composition, la clarinette, le piano et la direction d'orchestre ; elle en ressort diplômée en 1963.
Comme chef d'orchestre, elle dirige notamment en Angleterre l'orchestre de Southampton (à partir de 1969), l'orchestre de Petersfield (à partir de 1972), l'orchestre de chambre de Cornouailles (à partir de 2002) et l'orchestre de Penzance (à partir de 2003).
Comme compositrice, on lui doit entre autres de la musique de chambre (dont six quatuors à cordes et un quintette pour clarinette et cordes), un concerto pour clarinette, un concerto pour orchestre, des œuvres pour orchestre (dont trois symphonies) et quelques pièces de musique vocale. Plusieurs de ses compositions célèbrent sa Cornouailles natale, dont Essence of Cornwall pour deux pianos (2021).
Judith Bailey meurt dans son comté natal en 2025, à 83 ans.

## Liste de compositions (sélection)

### Pièces pour instrument solo
- 1993 : The Towers of San Gimignano pour piano op. 51
- 1998 : Point, Line, Plane pour hautbois op. 63

### Musique de chambre
- 1979 : Concerto de chambre pour dix instruments à vent op. 20
- 1981 : Musique pour quatuor de clarinettes op. 22
- 1982 : Quintette à vent op. 25 ; Mordryg pour clarinette et piano op. 33
- 1983 : Thème et Variations pour octuor à vent op. 26
- 1985 : Little Overture pour quintette de cuivres op. 29
- 1987 : Quatuor à cordes op. 31
- 1988 : Wind-Willows pour trio à vent op. 38
- 1990 : Quatuor à cordes Burnt Norton op. 39 ; Three Improvisations on Cornish Folk Melodies pour flûte et piano op. 40
- 1993 : Quintette pour clarinette et cordes op. 47
- 1994 : Three Songs for a River pour deux clarinettes op. 50 ; Jack Tar pour quatuor de cuivres op. 53
- 1996 : Sou'wester pour quintette à vent (ou quintette de cuivres) op. 58
- 1997 : Y-Gwynt pour clarinette et piano op. 57 ; Egloshayle Trio pour deux violons et violoncelle op. 59
- 1998 : Zigzag pour quatuor de clarinettes (ou de saxophones) op. 60 ; Mor Gwyns pour ensemble de clarinettes op. 61 ; Stems from Cornwall pour flûte, hautbois, clarinette, basson et cor op. 62
- 1999 : Windward pour ensemble de clarinettes op. 64 ; Aquamarine Waltz pour violoncelle et piano op. 65 ; Quatuor à cordes Caledonia op. 67
- 2000 : Microminiature no 1 pour trio avec piano op. 68 ; Microminiature no 2 pour trio à cordes op. 70
- 2001 : Visions of Hildegard pour clarinette, violon, violoncelle et piano op. 72
- 2002 : Light pour violon, alto et piano op. 76
- 2008 : Dances pour clarinette, alto et contrebasse op. 84
- 2010 : Worcester Source, quatre pièces pour violoncelle et contrebasse (sans op.)
- 2011 : Whethoryon, ouverture pour double quintette à vent op. 80
- 2017 : Quatuor à cordes East Coker op. 87 ; Quatuor à cordes The Dry Salvages op. 88 ; Quatuor à cordes Little Gidding op. 89
- 2021 : Essence of Cornwall pour deux pianos op. 90
- 2022 : Detect pour double quintette à vent op. 91

### Musique avec orchestre
- 1978 : Trencom, poème symphonique op. 16 ; Concerto pour clarinette et orchestre op. 17 (révisé en 1988 comme Concerto pour clarinette et orchestre à cordes op. 35)
- 1981 : Symphonie no 1 op. 21 ; Fiesta op. 36
- 1982 : Symphonie no 2 op. 24
- 1984 : Festive Concert Piece pour orchestre à vent op. 28
- 1985 : Joplinesque, Holiday for Winds pour orchestre à vent op. 30
- 1986 : Penwith, ouverture de concert op. 32 (+ version pour orchestre à vent)
- 1990 : Celebration pour orchestre à vent op. 41
- 1991 : Havas, a Period of Summer op. 44 ; Corollow pour orchestre à cordes op. 45
- 1995 : From Three Sea Paintings of Paul Nash op. 52
- 1996 : Concerto pour orchestre op. 55
- 2000 : Sound of Gosport pour orchestre à cordes op. 69
- 2001 : Platinum Wood pour orchestre à cordes op. 71
- 2002 : Music for a Jubilee op. 74
- 2007 : Symphonie no 3 Cliff Walk Symphony op. 82 ; Bough of Holly, a Fantasy on Christmas Carols op. 83
- 2008 : Deo Gratias pour orchestre à cordes op. 85 ; Concerto pour contrebasse et orchestre d'après Haydn (sans op.)
- 2024 : Sea of Atlas op. 94

### Musique vocale
- 1975 : Praise, my Soul pour chœurs et orgue op. 5
- 1990 : Gwithian pour ténor et piano op. 42